# ژان-ماری وینلینگ
ژان-ماری وینلینگ (فرانسوی: Jean-Marie Winling‎؛ زادهٔ ۱۹۴۷ میلادی) بازیگر اهل فرانسه است. وی از سال ۱۹۷۲ میلادی تاکنون مشغول فعالیت بوده‌است.
از فیلم‌ها یا برنامه‌های تلویزیونی که وی در آن نقش داشته‌است، می‌توان به پاپاراتزی، سیرانو دو برژراک، کمدی قدرت، ترانه‌های عاشقانه، بدون اینکه و سوارکار روی بام اشاره کرد.